# وئرو چارلز دری‌فیلد
وئرو چارلز دری‌فیلد (به انگلیسی: Vero Charles Driffield) (تولد ۷ مه ۱۸۴۸ - فوت ۱۴ نوامبر ۱۹۱۵) یک مهندس شیمی بود که کارهای پژوهشی عکاسی نیز انجام می‌داد.
دری‌فیلد در دانشگاه لیورپول و دانشکده ساندبچ تحصیل کرد. او همچنین به مدرسه خصوصی ساوت پورت می‌رفت. در این جا بود که با یک استاد سوئیسی به نام دکتر Knecht آشنا شد. او بعد از فارغالتحصیلی از مدرسه در ساوت پورت در یک عکاسخانه به شاگردی پرداخت، اما مصمم به ادامه تحصیل در رشته مهندسی بود. در سال ۱۸۷۱ با کارهای هول بروک کَس‌کِل (Holbrook Gaskell) و هنری دآکُن (Henry Deacon) که در شهر صنعتی ویدنس (Widnes) کار می‌کردند، آشنا شد و در اینجا اولین برخورد را با (فردیناند هورتر)، که رئیس بخش شیمی بود، داشت. این برخورد با علایق مشترکی که در خصوص موسیقی داشتند، سبب ایجاد دوستی عمیق میان آنها شد. در حدود سالهای ۱۸۷۶ دری‌فیلد و هورتر به عنوان سرگرمی به عکاسی رو آوردند. هورتر با ذهن علمی خود شروع به تحقیق در خصوص عکاسی کرد. آنها هشت مقاله پیرامون تحقیقات خود منتشر کردند و در سال ۱۸۹۸ به طور مشترک به دریافت مدال پیشرفت از انجمن سلطنتی عکاسی انگلستان نایل آمدند.
دری‌فیلد در سال ۱۹۱۵ درگذشت و در حیاط کلیسای فارن وورس، نزد همکار سابق خود فردیناند هورتر به خاک سپرده شد.